# Face au soleil levant
Pour plus de détails, voir Fiche technique et Distribution.
Face au soleil levant (Behind the Rising Sun) est un film américain en noir et blanc réalisé par Edward Dmytryk, sorti en 1943.

## Synopsis
Taro Seki, un jeune Japonais, a fait ses études aux États-Unis. Dans les années 1930, il rentre dans son pays natal. Le Japon est alors en guerre contre la Chine. Taro s'engage dans l'armée, malgré la désapprobation de son père. Peu à peu, il rejoint les idées nationalistes et fascistes de ses compagnons.

## Fiche technique
- Titre : Face au soleil levant
- Titre original : Behind the Rising Sun
- Réalisation : Edward Dmytryk, assisté de Robert Aldrich (non crédité)
- Scénario : Emmet Lavery, d'après le roman Behind the Rising Sun de James R. Young (1941)
- Chef-opérateur : Russell Metty
- Musique : Roy Webb
- Montage : Joseph Noriega
- Décors : Claude E. Carpenter
- Costumes : Edward Stevenson
- Direction artistique : Albert S. D'Agostino
- Producteur : Howard Hughes
- Société de production et de distribution : RKO Pictures
- Pays de production : États-Unis
- Langue originale : anglais américain
- Format : noir et blanc — 35 mm — 1,37:1 — son : mono (RCA Sound System)
- Genre : drame, guerre
- Durée : 88 min
- Dates de sortie :
  - États-Unis : 1er août 1943
  - France : 13 février 1946[1]

## Distribution
- Margo : Tama Shimamura
- Tom Neal : Taro Seki
- J. Carrol Naish : Reo Seki
- Robert Ryan : Lefty O'Doyle
- Gloria Holden : Sara Braden
- Donald Douglas : Clancy O'Hara
- Leonard Strong : Le père de Tama
- Philip Ahn : un officier japonais
- Abner Biberman : l'inspecteur
- Benson Fong : un officier japonais
- Wolfgang Zilzer : Max
- Richard Loo
- Mike Mazurki